# Винсендон-Дюмулен, Клемент Адриен
Клемент Адриен Винсендон-Дюмулен (фр. Clément Adrien Vincendon-Dumoulin; 4 марта 1811, Шат (Франция) — 12 мая 1855, Шевриер) — известный французский инженер-гидрограф ВМФ Франции. Член Французской академии наук. Участник кругосветной экспедиции Ж. Дюмон-Дюрвиля, во время которой провёл первый расчёт магнитного наклонения и локализовал Южный магнитный полюс (23 января 1838) и создал первую карту Земли Адели (1840).

## Биография
Обучался в Политехнической школе в Париже. Проводил картографирование западных берегов Франции.
В 1837 году участвовал в кругосветной экспедиции Ж. Дюмон-Дюрвиля. Производя гидрографические работы во многих местах, посещенных этою экспедицией, значительно усовершенствовал приемы съёмки берега с моря, когда не представляется почему-либо возможности произвести эту работу на берегу. Способ морской съёмки, предпочтенный им, долгое время повсеместно применялся, когда береговая съёмка была невозможна. Впервые способ этот описан автором в одном из томов описания «Voyage au pôle Sud» Дюмон-Дюрвиля, озаглавленном: «Hydrographie».
Из позднейших работ К. Винсендон-Дюмулена особенно примечательна по своей точности съёмка с моря Гибралтарского пролива. Она представляет наилучшее доказательство совершенства метода К. Винсендон-Дюмулена.
Его имя несколько раз упоминается в романе Ж. Верна «Двадцать тысяч лье под водой» в XX главе «Торресов пролив», где капитан Немо говорит: 

Передо мной была превосходная карта Торресова пролива, составленная инженером-гидрографом Винценданом Дюмуленом и мичманом — впоследствии адмиралом — Купван Дебуа, состоявшим при штабе Дюмон-Дюрвиля во время его последнего кругосветного плавания. Эта карта, как и карта, составленная капитаном Кингом, — лучшие карты Торресова пролива, вносящие ясность в путаницу этого рифового лабиринта. Я изучал их с величайшим вниманием.

## Награды
- Офицер Ордена Почётного легиона
- Офицер Ордена Башни и Меча (Португалия)
- Кавалер Ордена Святых Маврикия и Лазаря (Сардиния)
- Кавалер Ордена Дубовой короны (Люксембург)
- Кавалер Ордена Данеброг

## Память
- В 1994 г. почта Французских Южных и Антарктических территорий выпустила серию марок, посвящённых К. Винсендон-Дюмулену.